# Caspar Christian Liendenberg
Caspar Christian Liendenberg, död 1768, var en svensk kunglig musikinstrumentmakare i Stockholm, verksam omkring 1757-1768. Hans änka tog över verksamheten 1768 och drev den till sin död 1782.
Vid sidan om instrumenttillverkningen tillverkade Liendenberg bland annat ljusstakar och handfat. Hans verkstad låg vid Drottninggatan i  Stockholm.

## Biografi
År 1741 arbetade Liendenberg som galanteriarbetare. År 1745 hade han hallrättens tillstånd att tillverka metallarbeten. År 1750 arbetade han som guldsmedsgesäll. År 1757 ansökte Liendenberg hos kommerskollegium om av få privilegium i guld- och silverarbeten. Den 4 maj 1764 ansökte Liendenberg om konkurs.
Liendenberg gifte sig 25 oktober 1741 i Sankt Nikolai församling, Stockholm med Christina Åberg (död 1782). De fick tillsammans barnen Catharina Lovisa (född 1742), Ulrica Christina (född 1744) och Anna Charlotta (född 1750).

## Medarbetare och gesäller
År 1754 hade Liendenberg sex gesäller.

## Bevarad produktion
- Pukor, finns i Livrustkammaren.
- Braceletter, finns på Nordiska museet.

## Galleri

Puka från 1756.
Puka från undersidan.
Två pukor.
Två pukor.
Stämplar på pukan.